# راشد عیسی
راشد عیسی (عربی: راشد عيسى؛ زادهٔ ۲۴ اوت ۱۹۹۰) یک بازیکن فوتبال اهل امارات متحده عربی است.
از باشگاه‌هایی که در آن بازی کرده‌است می‌توان به العین، تیم ملی فوتبال امارات متحده عربی، و الوصل اشاره کرد.
وی همچنین در تیم‌های ملی فوتبال United Arab Emirates U23 ۲۹ ژوئیه ۲۰۱۲ بازی کرده است.